# Sea Isle City
Sea Isle City é uma cidade localizada no estado americano de Nova Jérsei, no Condado de Cape May.

## Demografia
Segundo o censo americano de 2000, a sua população era de 2835 habitantes.
Em 2006, foi estimada uma população de 2949, um aumento de 114 (4.0%).

## Geografia
De acordo com o United States Census Bureau tem uma área de 6,6 km², dos quais 5,7 km² cobertos por terra e 0,9 km² cobertos por água. Sea Isle City localiza-se a aproximadamente 7 m acima do nível do mar.

## Localidades na vizinhança
O diagrama seguinte representa as localidades num raio de 16 km ao redor de Sea Isle City.